# Богданов, Виктор Иванович (Герой Советского Союза)

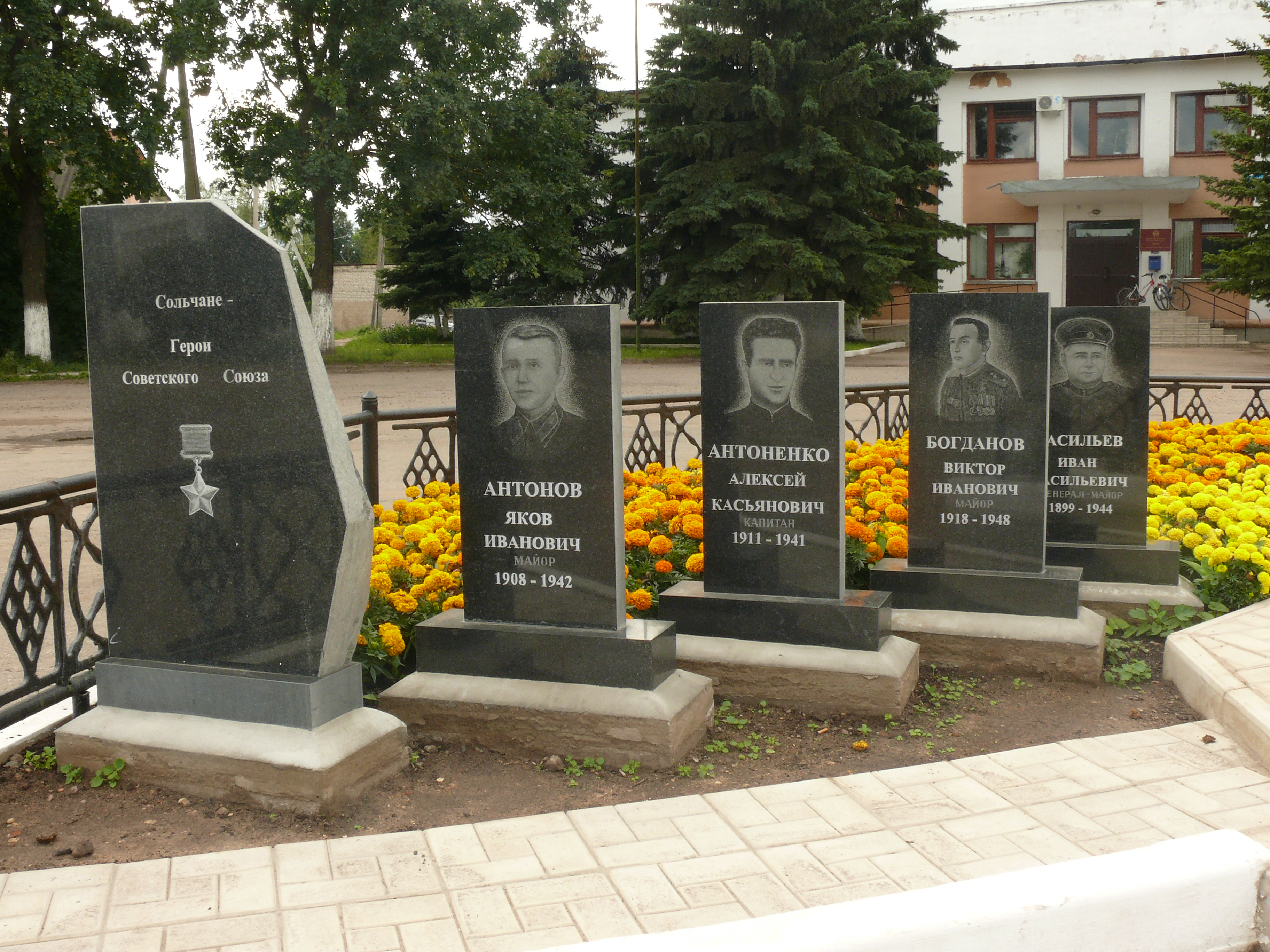
Мемориал героям-сольчанам в городе Сольцы, Новгородская область

Виктор Иванович Богданов (1918—1948) — капитан Советской Армии, участник Великой Отечественной войны, Герой Советского Союза (1945).

## Биография
Виктор Богданов родился 17 января 1918 года в городе Сольцы (ныне — Новгородская область) в рабочей семье. Окончил два курса Ленинградского механического техникума. В 1936 году был призван на службу в Рабоче-крестьянскую Красную Армию. В 1940 году окончил военное авиационное училище лётчиков в Энгельсе, после чего работал лётчиком-инструктором в аэроклубе города Черногорск Хакасской АО Красноярского края. В том же году вступил в ВКП(б). С февраля 1943 года — на фронтах Великой Отечественной войны, участвовал в боях на Карельском и 2-м Белорусском фронтах. К марту 1945 года капитан Виктор Богданов был заместителем командира и штурманом авиационной эскадрильи 828-го штурмового авиаполка 260-й штурмовой авиадивизии 4-й воздушной армии 2-го Белорусского фронта.
За годы войны Богданов совершил 85 успешных боевых вылетов на штурмовку и бомбардировку вражеской живой силы и техники на самолёте «Ил-2». Лично уничтожил 40 автомашин, 36 повозок, 2 танка, 1 самоходное орудие, 1 БТР, 2 тягача, 2 самолёта на земле, 4 артиллерийских орудия, 6 малокалиберных зенитных орудий, 12 вагонов, 3 паровоза, 2 деревянных моста, 1 переправу через реку, 16 дзотов, 10 землянок, около 60 немецких солдат и офицеров.
Участник Парада Победы 24 июня 1945 г. в Москве.
Указом Президиума Верховного Совета СССР от 18 августа 1945 года за «отличное выполнение заданий командования, проявленные при этом мужество и отвагу» капитан Виктор Богданов был удостоен высокого звания Героя Советского Союза с вручением ордена Ленина и медали «Золотая Звезда» за номером 8857.
После окончания войны продолжил службу в Советской Армии. 7 апреля 1948 года Богданов проверял лётный состав в тренировочном полёте, находясь в головном самолёте группы. Внезапно у самолёта Богданова отказал двигатель. Приказав остальным экипажам следовать на аэродром, сам он стал уводить падающий самолёт в сторону от города Кутаиси в Кавказских горах, попытавшись приземлить его на свободную каменистую площадку. Самолёт, проехавшись по камням, врезался в очень большой камень. Богданов погиб на месте. Похоронен в городе Кутаиси (ныне — Грузия).
Был также награждён двумя орденами Красного Знамени, орденами Отечественной войны 1-й и 2-й степеней, а также рядом медалей.

## Память
Именем В. И. Богданова названа улица в Сольцах.